# Proisocrinus ruberrimus
Famille
Genre
Espèce
Proisocrinus ruberrimus est une espèce de Crinoïdes (Echinodermes), de l'ordre des Isocrinida, la seule connue de son genre (Proisocrinus) et de sa famille (Proisocrinidae).

## Description
C'est un crinoïde pédonculé abyssal, muni d'une fine tige calcaire et de dix à vingt bras grêles aux longues pinnules (le haut de la tige porte quelques cirrhes). L'animal est le plus souvent rouge vif, et est parfois nommé pour cette raison « Crinoïde Moulin Rouge ».

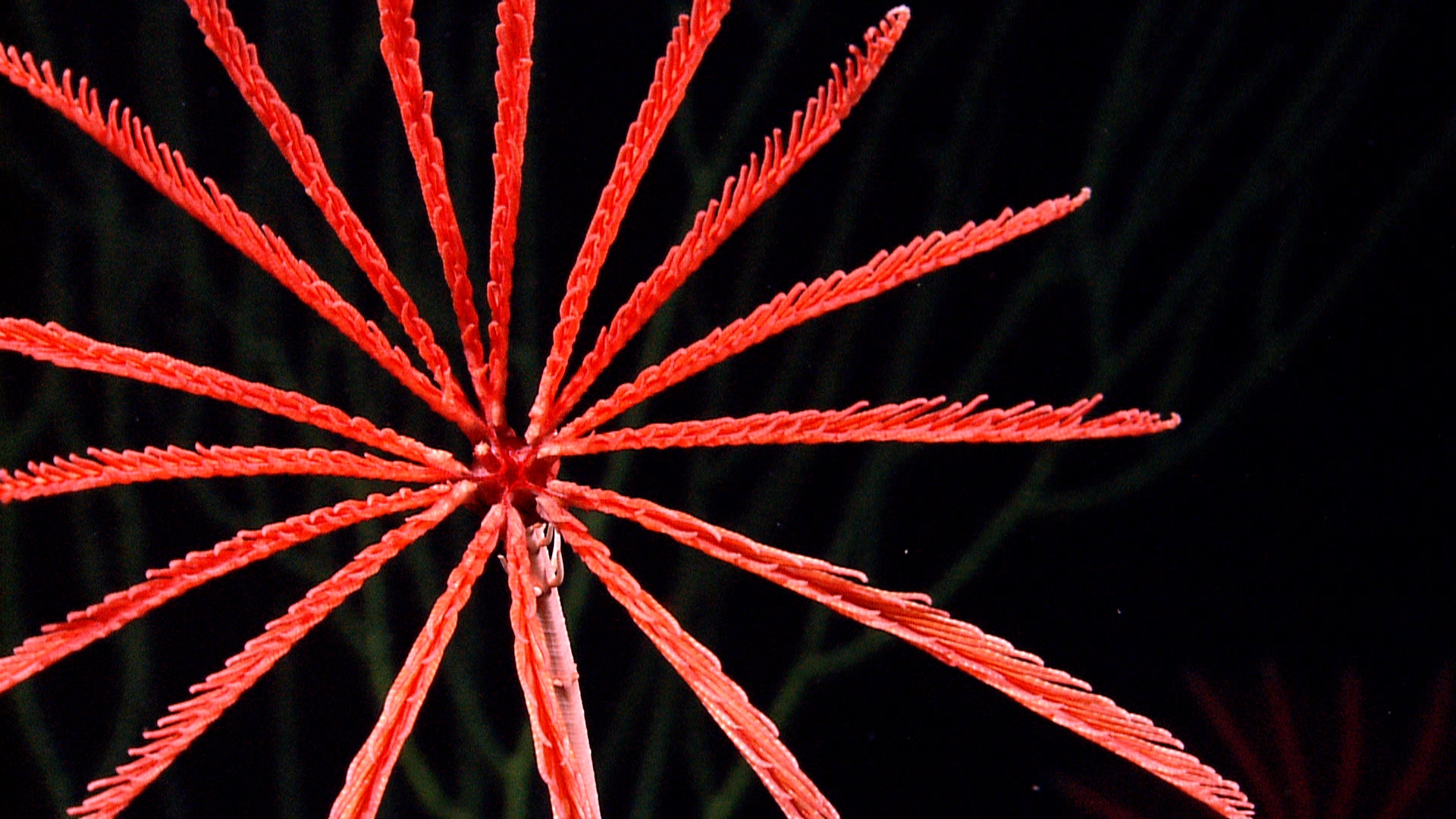
Gros plan sur le calice, avec les pinnules rétractés le long des bras.
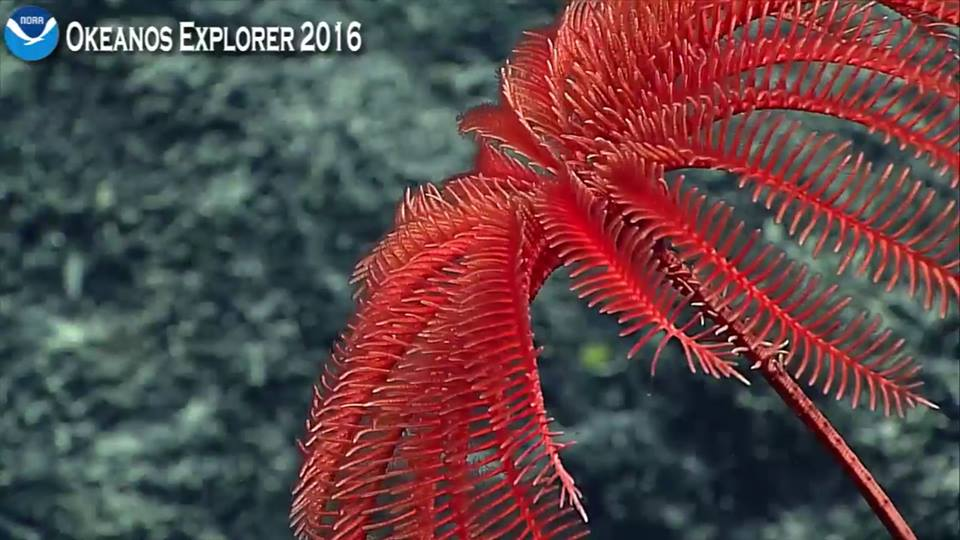
Idem, au large des Mariannes. On voit les cirrhes sur la partie proximale de la tige.
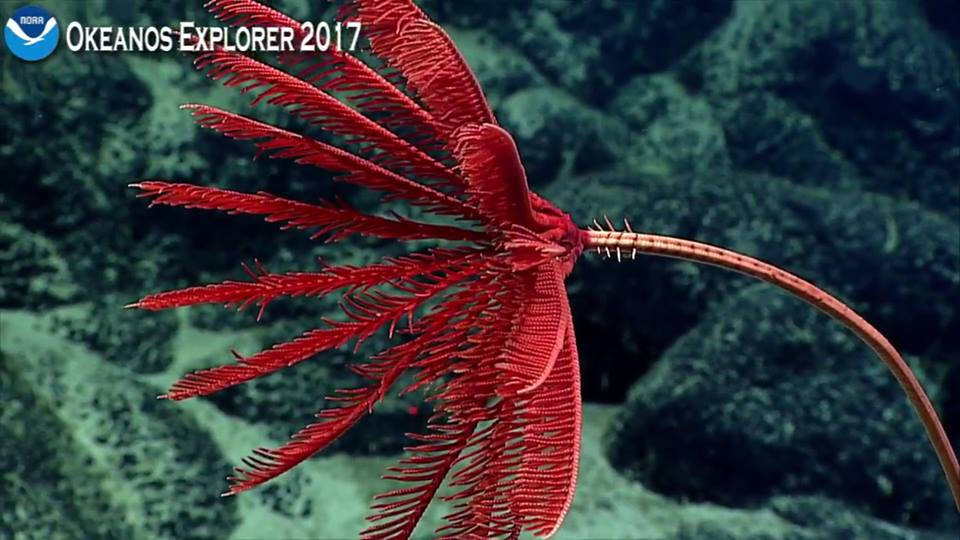
Aux Samoa.

## Habitat
Ce crinoïde est trouvé dans les abysses de l'Indo-Pacifique, et a notamment été récolté au large de Tahiti, entre 980 et 1 135 m de profondeur.